# Skróty i skrótowce używane w NATO – U
- U/C - Underlying Currency - waluta zasadnicza
- UA - Ukraine - Ukraina
- UAV - Unmanned Aerial Vehicle
  - bezzałogowy statek powietrzny

- UC - Accounting Unit - jednostka obliczeniowa
- UCI - Infrastructure Accounting Unit - infrastrukturalna jednostka obliczeniowa

- UDT - Underwater Demolition Team - drużyna do prowadzenia niszczeń podwodnych
- UDU - Unterwater Demolition Unit - jednostka do prowadzenia niszczeń podwodnych

- UG - Uganda - Uganda
- UGA - Uganda - Uganda

- UIC - Unit Identifier Code -

- UK AIR - United Kingdom Air Force - Siły Lotnicze Zjednoczone Królestwo Wielkiej Brytanii i Irlandii Północnej
- UKADR - UK NATO Air Defence Region - Rejon Obrony Powietrznej Zjednoczone Królestwo Wielkiej Brytanii i Irlandii Północnej NATO
- UKR - Ukraine - Ukraina

- UP
  - Ukraine - Ukraina
  - Participating Unit - jednostka uczestnicząca

- USD - US Dollar - dolar amerykański

- UTC - Universal Time Co-ordinated - czas uniwersalny

- UTM - Universal Transverse Mercator - odwzorowanie walcowe wiernokątne

- UY - Uruguay - Urugwaj

- UXO - Unexploded Ordnance -

- UZ - Uzbekistan - Uzbekistan
- UZB - Uzbekistan - Uzbekistan